# Chochłowskie osiedle wiejskie
Chochłowskie osiedle wiejskie (ros. Хохловское сельское поселение) – jednostka administracyjna (osiedle wiejskie) wchodząca w skład rejonu smoleńskiego w оbwodzie smoleńskim w Rosji.
Centrum administracyjnym osiedla wiejskiego jest wieś (ros. деревня, trb. dieriewnia) Chochłowo.

## Geografia
Powierzchnia osiedla wiejskiego wynosi 116,85 km², a jego główną rzeką jest Ufinja.

## Historia
Osiedle powstało na mocy uchwały obwodu smoleńskiego z 28 grudnia 2004 r. (z późniejszymi zmianami w uchwale z dnia 29 kwietnia 2006 roku).

## Demografia
W 2012 roku osiedle wiejskie zamieszkiwało 1493 mieszkańców.

## Miejscowości
W skład jednostki administracyjnej wchodzi 18 wsi: Chochłowo, Gmyri, Korytnia, Kuszlanszczina, Łojewo, Łubnia, Marjino, Nowosielje, Pierchowiczi, Podkletnoje, Radkiewszczina, Riazanowo, Sofjino, Tiagłowszczina, Wierbiłowo, Wierchnieje Ufinje, Zubowszczina, Żakowka.